# Mellan-Hasslingen
Mellan-Hasslingen är en sjö i Krokoms kommun i Jämtland och ingår i Indalsälvens huvudavrinningsområde. Sjön har en area på 0,571 kvadratkilometer och ligger 434,1 meter över havet. Sjön avvattnas av vattendraget Hasslingsån (Fjällån).

## Delavrinningsområde
Mellan-Hasslingen ingår i det delavrinningsområde (710334-142730) som SMHI kallar för Utloppet av Mellan-Hasslingen. Medelhöjden är 462 meter över havet och ytan är 2,3 kvadratkilometer. Räknas de 37 avrinningsområdena uppströms in blir den ackumulerade arean 184,96 kvadratkilometer. Hasslingsån (Fjällån) som avvattnar avrinningsområdet har biflödesordning 3, vilket innebär att vattnet flödar genom totalt 3 vattendrag innan det når havet efter 298 kilometer. Avrinningsområdet består mestadels av skog (73 procent). Avrinningsområdet har 0,61 kvadratkilometer vattenytor vilket ger det en sjöprocent på 25,6 procent.